# بیوک اردبیلی
بیوک اردبیلی از سیاستمداران ایرانی بود، که در دوره‌های  هجدهم،  نوزدهم و  بیستم بعنوان نماینده تبریز در مجلس شورای ملی حضور داشت.